# National Lampoon's Van Wilder
National Lampoon's Van Wilder (bra: O Dono da Festa; prt: Van Wilder - Sempre a Abrir) é um filme norte-americano de 2002 do gênero comédia, dirigido por Walt Becker e estrelado por Ryan Reynolds, Tara Reid e Kal Penn.

## Sinopse
Van Wilder (Ryan Reynolds) está iniciando seu sétimo ano no Coolidge College e promete fazer deste novo ano letivo, o mais divertido de todos.
Entretanto, os problemas de Van Wilder aparecem quando seu pai corta a sua mesada, forçando-o a arrumar uma solução para financiar as festas, e o ciumento namorado da sexy repórter Gwen Pearson (Tara Reid) está determinado a sabotar suas grandes comemorações. Com as coisas tomando um rumo errado, talvez não reste opção ao festeiro a não ser cometer sua maior loucura — se formar.[carece de fontes?]

## Elenco
- Ryan Reynolds — Vance "Van" Wilder Jr.
- Tara Reid — Gwendolyn "Gwen" Elizabeth Pearson
- Kal Penn — Taj Mahal Badalanbadad
- Paul Gleason — Professor McDoogle
- Tim Matheson — Vance Wilder Sr.
- Daniel Cosgrove — Richard "Dick" Bagg
- Teck Holmes — Hutch
- Emily Rutherfurd — Jeannie
- Tom Everett Scott — Elliot Grebb (não-creditado)
- Deon Richmond — "Mini Cochran"
- Alex Burns — Gordon
- Chris Owen — Timmy
- Sophia Bush — Sally
- Quentin Richardson — Q
- Michael Olowokandi — Leron
- Darius Miles — Darius

## Recepção
O filme recebeu críticas negativas. No site Rotten Tomatoes ele tem um índice de aprovação de 19% baseado em 96 avalições com média de 3.5/10.